# Abutilon andrieuxii
Abutilon andrieuxii är en malvaväxtart som beskrevs av William Botting Hemsley. Abutilon andrieuxii ingår i släktet klockmalvor, och familjen malvaväxter. Inga underarter finns listade i Catalogue of Life.